# Brendan Murray
Brendan Hughes Francis Murray (Galway, 1996. november 16. –) ír énekes. Ő képviselte Írországot a 2017-es Eurovíziós Dalfesztiválon Kijevben, Dying to Try című dalával. A brit X-Faktor tizenötödik évadának egyik versenyzője.

## Életrajz
2014-ben befejezte Murray az iskolát és a Hometown együttes tagja lett.

## Pályafutása

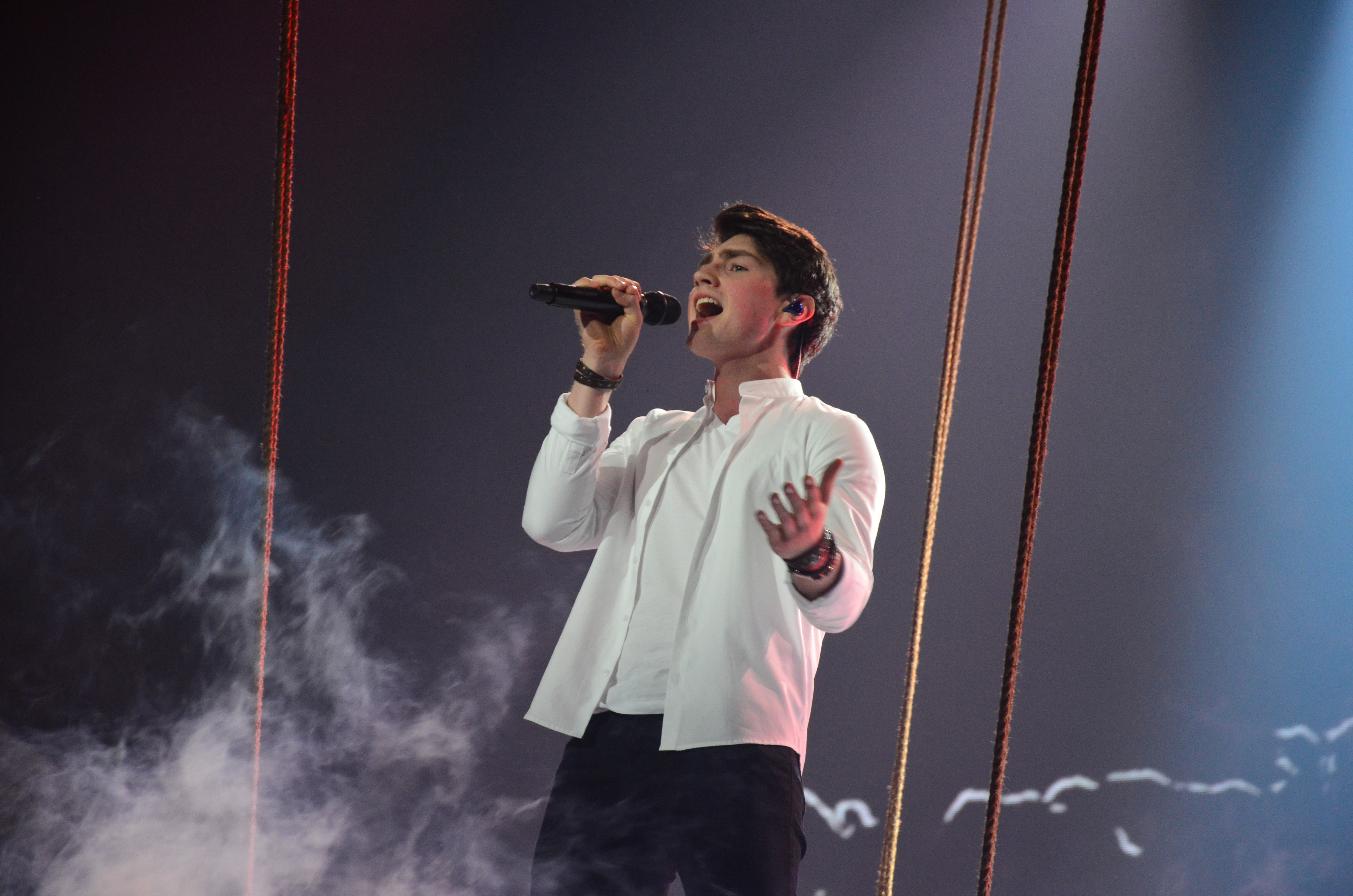
Az Eurovíziós Dalfesztiválon

2016. december 16-án az RTÉ bejelentette, hogy az énekes képviseli Írországot a következő évi Eurovíziós Dalfesztiválon. Versenydala, a Dying to Try 2017. március 10-én jelent meg.
Az Eurovíziós Dalfesztiválon a dalt a május 11-én rendezett második elődöntőben adta elő, fellépési sorrendben kilencedikként, a Dániát képviselő Anja Where I Am című dala után és a San. Marinót képviselő Valentina Monetta & Jimmie Wilson Spirit of the Night című daluk előtt. Az elődöntőben összesen 86 pontot gyűjtött össze, így összesítésben a tizenharmadik helyen végzett és nem jutott tovább a döntőbe.
A dalfesztivál után, 2018-ban jelentkezett az X-Faktor brit változatának tizenötödik évadába, ahol Louis Tomlinson volt a mentora. A tehetségkutatóban továbbjutott az elő adásokba, ahol az elődöntőben esett ki, végül holtversenyben ötödik helyen végzett.
2022. január 17-én az RTÉ bejelentette, hogy az énekes Real Love című dalával szerepel Írország eurovíziós dalválasztó műsorának mezőnyében.

## Diszkográfia

### Kislemezek
- Dying to Try (2017)
- Way Too Fast (2018)
- If I'm Hones (2019)
- Falling (2020)
- Teardrops (2020)
- Nothing Compares 2 U (2020)
- Let Go (2020)
- 500 Days (2020)
- Wishing You Home For Christmas (2020)
- Here to Stay (2021)
- Deep Fake (2021)
- Real Love (2022)